# Toshizō Ido
Toshizō Ido (井戸 敏三 Ido Toshizō, 10 de agosto de 1945) es un político japonés que ejerce como actual gobernador de la prefectura de Hyōgo. 
Nativo de Tatsuno y graduado en la Universidad de Tokio, se incorporó al Ministerio de Asuntos Internos y Comunicaciones en 1968.
En 2009 fue reelegido para un tercer mandato con el apoyo del PLD, Nuevo Komeito y el partido socialdemócrata de Japón.
- Datos: Q982641
- Multimedia: Toshizō Ido / Q982641